# SV Lochau
Der SV Lochau ist ein österreichischer Sportverein der Vorarlberger Gemeinde Lochau im Bezirk Bregenz. Der Verein setzt sich aus den sieben eigenständigen Sektionen Badminton, Fußball, Eisstockschützen, Lauftreff Leiblachtal, Leichtathletik, Schilauf und Tischtennis zusammen. Die Vereinsfarben sind Blau und Weiß, auch wenn Grau eines der Markenzeichen des Vereins ist.
In diesem Artikel wird der Bereich Fußball dargestellt. Die Kampfmannschaft spielt seit der Saison 2018/2019 in der viertklassigen Vorarlbergliga.

## Geschichte

### 1946–1984
Die Fußballsektion von Lochau wurde nach der Gründungsversammlung (15. April 1946) am 18. April 1946 beim Vorarlberger Fußballverband von Gründungsobmann Johann Alge angemeldet.
In den Jahren 1946 bis 1984 spielte die Kampfmannschaft insgesamt elf Jahre in der 1. Klasse Unterland (u. a. 1951/52 bis 1957/58), vier Jahre in der 2. Liga Vorarlberg, sieben Jahre in der 3. Liga Vorarlberg sowie zehn Jahre in der Landesliga Vorarlberg, von der Saison 1958/59 bis 1968/69.

### 1984–2000
Zur Saison 1984/1985 wurden die Ligen im Vorarlberger Fußballverband neu strukturiert und die Mannschaft fand sich in der 1. Landesklasse wieder. Nach nur einer Saison musste allerdings der Gang in die 2. Landesklasse angetreten werden. Nach vier Jahren in der 2. Landesklasse gelang dann der Wiederaufstieg in die 1. Landesklasse und weitere vier Jahre später, in der Saison 1992/1993 gelang sogar der Aufstieg in die Vorarlbergliga. Zwischenzeitlich feierte man auch im VFV-Cup den ersten größeren Erfolg, im Jahr 1988 war erst im Halbfinale Endstation. In der Saison 1995/1996 stieg die Mannschaft wieder in die Landesliga ab, wo sie dann bis zur Saison 1998/1999 spielte. In der Saison 1998/1999 stieg der SV Lochau dann wieder in die Vorarlbergliga auf, das Abenteuer dauerte jedoch nur ein Jahr und zur Saison 2000/2001 fand man sich in der Landesliga wieder.

### 2001–2010
Nach drei Saisonen in der Landesliga gelang in der Saison 2003/2004 unter Trainer Alfi Bösch der Aufstieg in die Vorarlbergliga und beinahe der direkte Durchmarsch in die Regionalliga West, ein dritter Platz reichte dafür allerdings nicht ganz aus. Nach drei Jahren in der Vorarlbergliga war allerdings auch dieses Kapitel wieder beendet und zur Saison 2007/2008 fand sich die Mannschaft in der Landesliga wieder, wo sie einige Jahre bleiben sollte. Auch im VFV-Cup war die Mannschaft in diesen 10 Jahren recht erfolgreich, in den Saisonen 2003/2004 und 2004/2005 fand sich die blau-weiße Elf im Halbfinale wieder, scheiterte aber beide Male knapp.

### 2011–2020
Nach einer Durststrecke von elf Jahren, die man in der Landesliga blieb und davon sieben Jahre, in denen der Aufstieg nur knapp verpasst wurde und der SV Lochau immer einen Platz unter den Top 6 belegte, gelang zum Ende der Saison 2017/2018 unter Trainer Jan Ove Pedersen endlich der Aufstieg in die Vorarlbergliga. Das Ende der Saison hatte es noch einmal in sich, zwei Spieltage vor Ende der Saison lag die Mannschaft noch sechs Punkte zum Aufstiegsplatz zurück, mit einem unfassbaren Endspurt konnte der Aufstieg aber doch noch realisiert werden. Nach einem 15. Platz in der Premierensaison folgte in der Saison 2019/2020 erstmals coronabedingt ein Abbruch der Saison. Die Mannschaft lag zum Zeitpunkt des Abbruchs auf dem 4. Tabellenplatz. Auch die Saison 2020/2021 musste frühzeitig abgebrochen werden, einzig der VFV-Cup wurde fertiggespielt. Zum vierten Mal in der Vereinsgeschichte stand der SV Lochau im Jubiläumsjahr auch im Halbfinale, scheiterte dort aber am FC Lustenau.

### 2021-heute
In der Saison 2021/2022 spielte die erste Mannschaft einen hervorragenden Herbst, wurde Herbstmeister und auch Winterkönig (nach drei vorgezogenen Runden der Rückrunde), konnte aber im Frühjahr nicht mehr an die Leistungen anschließen und musste sich am Ende mit dem vierten Tabellenplatz begnügen. 2023/24 beendete der SV Lochau die Eliteliga Vorarlberg die Saison auf Platz 7.

## Stadion

### Sportplatz am See (1946–1978)
Nachdem es in den Gemarkungen der Gemeinde Lochau damals keinen eigenen Sportplatz gab und die gemeindepolitische Führung von damals auch keine Bereitschaft bekundete, dafür eine geeignete Fläche zur Verfügung zu stellen, bemühte sich Obmann Dir. Johann Alge, den auf Gemeindegebiet Hörbranz liegenden, von den Franzosen errichteten Sportplatz am See, für die Sektion Fußball pachtweise zu bekommen, was auch gelang. So blieb dieser Sportplatz am See, mit den spartanischen Umkleidekabinen (für die Duschen wurde das Wasser aus der Leiblach bezogen) bis zum Jahre 1978 der Fußballplatz des SV Lochau.

### Stadion Hoferfeld (1978 – heute)
Im Jahr 1978 wurde dann das Stadion Hoferfeld erbaut, in dem der SV Lochau bis heute seine Heimspiele austrägt. Das Stadion Hoferfeld hat ein Fassungsvermögen von 2.500 Zuschauern, davon 180 überdachte Sitzplätze und weitere 300 überdachte Stehplätze.

## Bekannte Spieler und Trainer

### Spieler
- 2011–2013: Pablo Chinchilla (u. a. 38 A-Länderspiele für Costa Rica. 117 Bundesliga-Spiele)
- 2021–2022: Ygor Vieira (u. a. Torschützenkönig Regionalliga West 2018/2019)
- seit 2021: Raphael Mathis (u. a. 13 Jugend-Länderspiele für Österreich, 5 Einsätze in der 2. Liga)
- seit 2022: Nicolai Bösch (u. a. 72 Einsätze in der 2. Liga)
- 2019 und seit 2022: Benjamin Kaufmann (u. a. 29 Jugend-Länderspiele für Österreich)

### Trainer
- 2005–2006: Mladen Posavec
- 2011–2014: Rade Plakalovic
- 2014–2015 und 2018: Jan Ove Pedersen
- 2015–2016: Pablo Chinchilla
- 2020–2023 Rifat Sen
- Seit Februar 2023: Aydin Akdeniz[5]

## Titel und Erfolge seit 2000
- 3 × Halbfinale im VFV-Cup (2004, 2005, 2021)
- 2 × Aufstieg in die Vorarlbergliga (2004, 2018)
- 1 × Gewinn Seehallencup Hard (2018)